# Biblioteka krymskotatarska w Symferopolu
Biblioteka Krymsko-Tatarska „Tauryka” im. Gaspinskiego (ros. крымскотатарская библиотека им. И. Гаспринского) – biblioteka w Symferopolu na Krymie, gromadząca m.in. książki w języku krymskotatarskim.

## Historia
Biblioteka powstała przed rewolucją październikową przy tatarskiej szkole nauczycielskiej. Dd 1918 roku  jej siedziba znajdowała się przy ul. Kantarnej 20, a następnie przy ul. Bałakławskiej w szkole średniej. W 1940 roku w jej zbiorach było ponad 7 tys. książek. Podczas II wojny światowej ucierpiał głównie księgozbiór, po wyzwoleniu wznowiła działalność jako biblioteka dzielnicy Centralnej Symferopola im. A.P. Czechowa. Tatarzy zostali deportowani z Krymu w 1944 roku, nie pozostawiono ani jednej książki w języku krymskotatarskim w krymskich bibliotekach.
Jako placówka o charakterze krymskotatarskim została na nowo utworzona 24 września 1990 roku jako filia nr 19 Scentralizowanego Systemu Bibliotecznego dla Dorosłych Miasta Symferopola. Otwarto ją w lutym 1991 roku. Jej częścią była Krymskotatarska Galeria Narodowa w latach 1995–1999.
1 stycznia 2015 roku Biblioteka jest państwową budżetową instytucją kultury, podlegającą Autonomicznej Republice Krymu i Rosji. Dyrektorką jest Gulnara Jagjajewa.

## Zbiory
Zalążek kolekcji współczesnej biblioteki stanowił dar biblioteki i archiwum Basyra Gafarowa. Biblioteka posiada ponad 43 tys. książek, z czego 13 tys. w języku krymskotatarskim (stan na 2015 rok), najstarsze z nich pochodzą z XVI i XVII wieku. Książnica ma w swoich zbiorach także manuskrypty, dokumenty oraz pieczęcie dotyczące historii Tatarów krymskich.